# Sports Illustrated Swimsuit Issue
Sports Illustrated Swimsuit Issue est un numéro spécial du magazine Sports Illustrated édité annuellement.
Les mannequins qui posent en couverture ou dans les pages de ce magazine sont habillées de maillots de bain ou de peinture corporelle, avec en fond des paysages exotiques.
Les mannequins en ayant fait la couverture incluent Ashley Graham, Christie Brinkley, Camille Kostek, Elle Macpherson, Daniela Pestova, Heidi Klum, Petra Němcová, Marisa Miller, Bar Refaeli, Irina Shayk, Kate Upton ou Lily Aldridge. D'autres comme Cindy Crawford, Stephanie Seymour, Niki Taylor, Angie Everhart, Naomi Campbell, Roshumba Williams (en), Cintia Dicker, Anne Vyalitsyna, Chanel Iman ou Sara Sampaio ont aussi posé pour le magazine.
Les couvertures sont souvent révélées dans des émissions de télévision comme les late-night show The Tonight Show de Jay Leno, Late Show de David Letterman et Jimmy Kimmel Live! de Jimmy Kimmel.

## Histoire

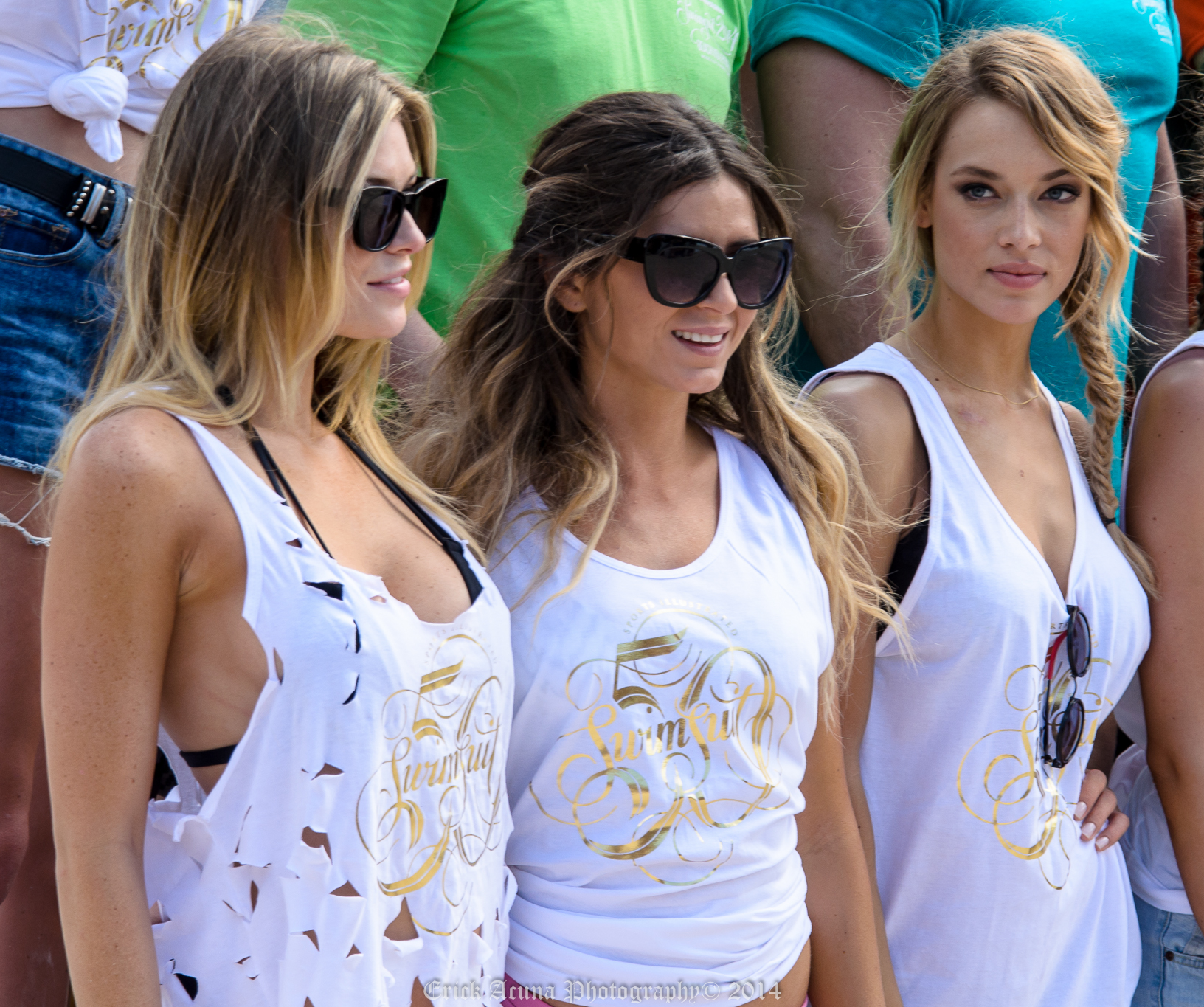
Samantha Hoopes, Anastasia Ashley et Hannah Ferguson lors des 50 ans du magazine spécial.

Sports Illustrated Swimsuit Issue est inventé par André Laguerre (en), alors éditeur de Sports Illustrated pour pallier le manque de sujets sportifs durant les mois d'hiver ainsi que pour relancer les ventes de ce vêtement durant la saison (même si initialement, la photo n'était pas en couverture mais à l'intérieur du magazine). Le premier numéro est publié en 1964, avec Babette March (en) en couverture.
Doté d'un potentiel érotique éloigné de l'objectif purement sportif du magazine (en particulier dans les années où il n'était pas commun de faire figurer un mannequin dans cette tenue, si ce n'est dans des revues spécialisées comme Playboy), ce numéro lança la carrière de plusieurs mannequins. Le numéro le plus vendu est celui publié pour les 25 ans, en 1989, avec Kathy Ireland en couverture.
En 1997, Tyra Banks est la première femme noire à être en couverture. La même année, le numéro s'autonomise. Deux exemplaires sont disponibles : un en version classique avec un sportif et un autre spécial swimsuit issue.
En 2004 se passe le Fresh Faces Swimsuit Model Search où la gagnante, Michelle Lombardo, remporte une photo dans le magazine et un contrat avec l'agence de mannequins NEXT Model Management. En 2005, NBC produit le Sports Illustrated Swimsuit Model Search (en), un concours de mannequinat offrant à la gagnante, Alicia Hall (en), une photo dans le magazine et un contrat d'une valeur d'un million de dollars avec l'agence de mannequins NEXT Model Management. Shantel VanSanten et Stella Díaz (en) y participent également[réf. nécessaire].
Les mannequins posant en couverture du numéro de 2006, Elsa Benitez, Yamila Diaz-Rahi, Rachel Hunter, Elle Macpherson, Carolyn Murphy, Daniela Pestova, Rebecca Romijn et Veronika Vařeková (en), voient leurs photos prises par le photographe Raphael Mazzucco (en) publiées dans le beau-livre Sports Illustrated: Exposure (en). Cette année-là, du contenu supplémentaire est publié sur les appareils mobiles.
En 2007, Beyoncé Knowles fait la couverture de Sports Illustrated Swimsuit Issue qui a pour thème la musique ; c'est la première fois où ce n'est pas un mannequin. C'est aussi la première fois que le magazine est publié en Chine.
En 2014, pour les 50 ans du magazine, ce sont Lily Aldridge, Chrissy Teigen et Nina Agdal qui posent en couverture[réf. nécessaire].

## Athlètes dans le magazine
Plusieurs athlètes sont apparues dans les pages du magazine, dont Steffi Graf en 1997, Serena Williams et Ekaterina Gordeeva en 2003, Anna Kournikova en 2004. En 2013, Anastasia Ashley qui connaît une notoriété naissante à la suite d'une vidéo publiée sur le web pose pour le magazine. En 2016, Ronda Rousey, championne de MMA figure sur l'une des trois couvertures.

## Controverses
En 2013, une journaliste du site web Jezebel critique le fait que des mannequins ont posé à côté de locaux, jugeant ce procédé raciste.
En 2014, Sports Illustrated s'associe à l'entreprise Mattel en éditant une campagne publicitaire ayant comme thème « Unapologetic » (« sans complexe ») avec Barbie en couverture du magazine, ce qui cause des critiques : certaines jugent inapproprié qu'un jouet soit en Une d'un tel magazine, d'autres dénoncent le thème puisque cette poupée soit considérée comme un idéal féminin.